# Lobobunaea goodii
Lobobunaea goodii är en fjärilsart som beskrevs av Holland 1893. Lobobunaea goodii ingår i släktet Lobobunaea och familjen påfågelsspinnare. Inga underarter finns listade i Catalogue of Life.